# Thomasia
|  | Per a altres significats, vegeu «Thomasia (planta)». |

Thomasia és un gènere extint de mamaliaformes de la família dels haramíyids que visqueren entre el Triàsic superior i el Juràssic inferior en allò que avui en dia és Europa. Se n'han trobat restes fòssils a Alemanya, Bèlgica, França, Luxemburg, Suïssa i el Regne Unit. Fou el primer haramíyide a ser descrit. És conegut únicament a partir de dents aïllades. Hi ha indicis que la mandíbula tenia una acció oclusiva anteroposterior.